# Elizabeth Zetzel
Elizabeth Zetzel Rosenberg, née le 17 mars 1907 à New York et morte le 22 novembre 1970 à Scarsdale, est une psychiatre et psychanalyste américain.

## Biographie
Elizabeth Rosenberg naît à New York en 1907. Elle est la fille du juriste James N. Rosenberg (en). Elle obtient son diplôme d'économie en 1928 à Smith College, puis est étudiante à la London School of Economics. Elle fait ses études de médecine au Royal Free Hospital de l'université de Londres et se spécialise en psychiatrie au Maudsley Hospital (en) en 1939. Elle se forme à la psychanalyse à la Société britannique de psychanalyse où elle est analysée par Ernest Jones dans les années 1930. Juste avant la guerre, elle travaille au Mill Hill Emergency Hospital, puis de 1943 à 1946, elle travaille comme psychiatre dans l'armée britannique, avec le rang de major. Elle reprend ses activités au Maudsley Hospital de 1946 à 1949, puis retourne aux États-Unis en 1949.
Elle donne des cours à la faculté de médecine de l'université Harvard et devient secrétaire, puis vice-présidente de l'International Psychiatric Association. Elle se marie en 1944 avec Eric Guttmann, le couple a un fils. Après la mort de son mari, elle se remarie en 1949 avec Louis Zetzel, gastro-entérologue et professeur à Harvard. Elle meurt le 22 novembre 1970.

## Activités liées à la psychanalyse
Durant son séjour à Londres, elle est témoin du développement des théories de Mélanie Klein et ses élèves, aux controverses entre kleiniens et freudiens. Elle a été marquée par l'influence de Melanie Klein mais encore plus par celle de Donald Winnicott, qu'elle a côtoyé, pour sa prise en considération de la mère comme objet réel et pas simplement objet fantasmé. 
Cette prise de position ne l'a pas empêchée de contribuer à faire connaître l'œuvre kleinienne à son retour aux États-Unis en 1949. Elle devient membre de la Boston Psychoanalytic Society (en). Elle écrit notamment sur l'hystérie, sur le transfert et a proposé le terme d'alliance thérapeutique comme un des aspects du transfert. 
Fidèle à ses premiers pôles d'intérêts, elle s'est encore particulièrement intéressée au développement précoce de la vie psychique du nourrisson avec des psychanalystes comme Edith Jacobson, René Spitz, Phyllis Greenacre ou Ernst Kris.

## Publications
- The depressive position. In P. Greenacre (Hg.): Affective Disorders. New York 1953, 84-116
- The concept of anxiety in relation to the development of psychoanalysis. JAPA 3, 1955, 369-388
- An approach to the relation between concept and content in psychoanalytic theory (with special reference to the work of Melanie Klein and her followers)., Psa Study Child 11, 1956, 99-121
- Current concepts of transference., IJP 37, 1956, 369-376
- Ernest Jones. His contribution to the psycho-analytic theory., IJP 39, 1958, 311-318
- Melanie Klein 1882-1960., Psa Quart 30, 1961, 420-425
- Depression and the incapacity to bear it. In M. Schur (Hg.): Drives, Affects, Behavior, Bd. 2. New York 1965, 243-274
- The theory of therapy in relation to a development model of the psychic apparatus., IJP 46, 1965, 39-52
- The predisposition to depression., Journal of the Canadian Psychiatric Association, Suppl. II, 1966, 236-249
- The so-called good hysteric., IJP 49, 1968, 256-260
- The psychoanalysis of dreams., Psa Quart 37, 1968, 289-291
- 96 Gloucester Place. Some personal recollections., IJP 50, 1969, 717-719
- The Capacity for Emotional Growth. London 1970
- Anxiety and the capacity to bear it., In C. W. Socarides (Hg.): The World of Emotions. New York 1977, 183-204